# Clostridium methoxybenzovorans
Clostridium methoxybenzovorans è una specie di batterio appartenente alla famiglia delle Clostridiaceae.